# Hulk Rosso
Hulk Rosso (Red Hulk), Rulk o The IncREDible Hulk è un personaggio dei fumetti, creato da Jeph Loeb e dal disegnatore Ed McGuinness e pubblicata dalla Marvel Comics dal 2008 al 2012.
Il personaggio è simile ad Hulk ma con la pelle rossa e dotato di un'intelligenza sviluppata e crudele; Mark Paniccia, redattore della Marvel, lo descrive come «assolutamente disinibito e tatticamente intelligente» e lo sceneggiatore Jeph Loeb come «[...] quel tipo di Hulk che non si era mai visto prima, un tipo di Hulk pensante, calcolatore, brutale e armato». Dietro l'identità della creatura inizialmente misteriosa sia per i personaggi nella storia che per i lettori, si scopre celarsi il Generale "Thunderbolt" Ross. Successivamente è stato incarnato anche da altri personaggi come Robert Maverick comparso nella serie U.S. Avengers.

## Genesi del personaggio
Come detto da Loeb: «McGuinness lasciò la DC Comics per una ragione, ed era che voleva disegnare Hulk.»; i due stavano infatti lavorando a una miniserie su Hulk che lo avrebbe caratterizzato come il personaggio Marvel più forte in assoluto quando Joe Quesada ripropose l'idea di un Hulk rosso, già avanzata da Kenneth Johnson nel 1970 per la serie televisiva L'incredibile Hulk ma mai realizzata.
Una volta che la serie venne prodotta, i libretti di inserto Marvel in Diamond Previews iniziarono a riferirsi al personaggio come Rulk per distinguerlo dall'originale Hulk verde. Lo sceneggiatore Jeph Loeb iniziò a usare questo termine a partire da Hulk (Vol. 2) n. 7 (dicembre 2008).
Fin dal suo esordio, su Hulk (Vol. 2) n. 1 (gennaio 2008), il personaggio mostra di avere un qualche legame con l'Hulk originale, in quanto risultato di un programma per il Super Soldato istituito da personaggi da tempo presenti nel cast di Hulk: il Generale Thunderbolt Ross e lo psichiatra Doc Samson nonché MODOK, vecchio nemico del Gigante di Giada, e un think tank criminale chiamato Intellighenzia.

## Trama

### L'apparizione di Hulk Rosso
In Russia viene rinvenuto il cadavere di Abominio e, nel momento in cui Iron Man, She-Hulk, il Generale Ross, Doc Samson, Maria Hill e la Guardia d'Inverno indagano sull'accaduto emerge che il colpevole corrisponde alle caratteristiche di Hulk ed abbia compiuto il delitto servendosi di una pistola sovradimensionata dello S.H.I.E.L.D.; tuttavia non è possibile si tratti di Bruce Banner dato che, dopo gli eventi di World War Hulk, è stato rinchiuso in una prigione speciale al di sotto della Base Gamma.
Ben presto appare un nuovo Hulk dalla pelle rossa, mai visto prima e dalle origini sconosciute, che ragiona in maniera lucida e sembra altrettanto potente quanto la sua controparte verde. L'essere attacca l'Helicarrier dello S.H.I.E.L.D. riuscendo ad abbatterlo e sconfiggendo facilmente sia Iron Man che She-Hulk, specificando che potrebbe ucciderli in qualunque momento se lo volesse. Successivamente si reca alla Base Gamma e, lungo la strada, si imbatte in un essere mostruoso e fortissimo di nome Bomba-A (si tratta di Rick Jones che si trasforma in un nuovo più potente Abominio). La battaglia tra i due genera un terremoto che libera Banner il quale, trasformatosi in Hulk, affronta l'Hulk Rosso venendo sconfitto ed umiliato dal cinico rivale il quale dichiara che, sebbene potrebbe ucciderlo con la stessa arma con la quale ha giustiziato Abominio, preferisce lasciarlo vivere nella consapevolezza di non essere più "il più forte che c'è", dunque lo scaraventa giù dal Golden Gate.
Durante tale scontro, Rulk sconfigge persino Uatu l'Osservatore, autorevole divinità cosmica che appare soltanto nei momenti di grande crisi.
Poco tempo dopo Thor, possessore del potere che un tempo deteneva Odino e dunque certo delle sue possibilità, giunge sulla scena per fermare Hulk Rosso ma, incredulo, scopre che questi è a conoscenza del segreto di Mjolnir ed è in grado di sollevarlo in assenza di gravità e usarlo contro lo stesso Dio del Tuono; di conseguenza riesce ad avere la meglio e, dopo un violento quanto epico scontro, lascia un esanime Thor sulla superficie lunare, facendogli però dono della vita.
Tornato sulla Terra spiccando un balzo direttamente dalla Luna, Rulk ritrova ad attenderlo un infuriato Hulk verde ma, provato dallo scontro con Thor, sembra essere in difficoltà e, dopo che il Dio del Tuono lo raggiunge in cerca di rivalsa, viene messo alle corde, iniziando a perdere progressivamente energia aumentando però la sua temperatura corporea, mentre l'Hulk verde dopo ogni colpo ricevuto diventa sempre più forte e mette al tappeto l'avversario. Terminato lo scontro il Gigante di Giada e il biondo asgardiano suggellano la loro amicizia e l'Hulk Verde si ritrasforma lentamente in Banner. Rick Jones, che aveva assistito in prima persona alla trasformazione di Rulk, tenta invano di avvertire Banner della vera identità del nemico, ma prima che possa farlo viene tramortito da Doc Samson il quale, in combutta con il Generale Ross, si rammarica per il fallimento riportato dall'Hulk Rosso nell'uccidere l'originale.
Poco tempo dopo, mentre Banner si trova a Las Vegas con l'identità di Joe Fixit, affrontando un'orda di Wendigo assieme a Sentry, Ms. Marvel e Moon Knight; She-Hulk rintraccia l'Hulk Rosso sul Monte Rushmore e lo affronta assieme alla Donna invisibile, Tempesta, la Vedova Nera, la Donna Ragno, Dazzler, Hellcat, Risque e Tigra. Sebbene in svantaggio, tramite un'astuta strategia (si finge svenuto e in balia delle avversarie) l'Hulk Rosso riesce nuovamente a sfuggire alla cattura e a darsi alla fuga.
In seguito, rintraccia Banner e drena le Radazioni Gamma dal suo corpo facendo in modo che non riesca più a trasformarsi in Hulk, quindi fugge, lasciandolo vivo.

### Codice Rosso
Nuovamente avvistato da Domino, che gli sfugge grazie ad uno dei suoi soliti colpi di fortuna, viene incaricato da Samson e Ross di ucciderla e, per farlo, gli viene affidato il comando di un team formato da Deadpool, Frank Castle, Dinamo Cremisi, Thundra e Elektra. Il gruppo si scontra con l'X-Force in un bar di Hell's Kitchen; nel corso della battaglia Rulk viene accecato da Wolverine ed è in questo momento che, con sorpresa di tutti i contendenti, subentra una She-Hulk Rossa.
La nuova She-Hulk inizialmente sembra stare dalla parte dell'Hulk Rosso e lo aiuta a fuggire nelle fogne della città ma, in realtà, prima lo ferisce quasi mortalmente con un Sai recidendogli la carotide e poi lo porta al cospetto di un personaggio misterioso che si rivela essere Doc Samson, apparentemente intenzionato a catturarlo e ucciderlo. Inaspettatamente però, Rulk si riprende e attacca la sua versione al femminile mentre Thundra lo aiuta bloccando Samson. Lo scontro tra i due mostri rossi è violento e passa dalla metropolitana fino in cima all'Empire State Building. Qui Hulk Rosso ha la meglio ma anziché ucciderla dà alla She-Hulk Rossa la possibilità di fuggire in quanto, apparentemente, la conosce.
Intanto anche Samson è fuggito e l'Hulk Rosso riesce ad avere delle garanzie che Domino non è a conoscenza della sua vera identità, minacciandola che, ad ogni modo, qualora emergesse qualcosa, ucciderebbe lei e i suoi compagni mutanti.

### Fall of the Hulks e World War Hulks
Furioso per la creazione della She-Hulk Rossa da parte dei suoi mandanti, l'Intellighenzia, Rulk si rifiuta di continuare a sottostare agli ordini del loro leader, il Capo, e li tradisce alleandosi con il suo più acerrimo nemico, Bruce Banner, rivelandogli di essere il vero Generale Ross, mentre colui che è stato visto al fianco di Samson è solo un Life Model Decoy. Insieme, i due uccidono l'impostore androide dando modo all'Hulk Rosso di penetrare nella base dell'Intellighenzia venendo però sconfitto da una riproduzione meccanica di Hulk e imprigionato.
Liberato da Deadpool, Rulk combatte i supereroi hulkizzati dall'Intellighenzia e, in seguito, She-Hulk Rossa che, approfittando della sua stanchezza, lo sconfigge e gli assorbe l'energia ritrasformandolo in Thunderbolts Ross. Sbigottita, Betty si ritrova di fronte il suo stesso padre; Ross infatti per riportare in vita sua figlia e dare vita a un mondo migliore, ha accettato volontariamente di essere trasformato nell'Hulk Rosso dall'Intellighenzia ma non era al corrente che avrebbero fatto lo stesso con sua figlia.
Riassorbito dall'Hulk meccanico il quantitativo di energia necessario a ritrasformarsi in Hulk Rosso, lo distrugge a metà. In seguito raggiunge il Capo e lo priva permanentemente dei suoi poteri assorbendo i raggi gamma dal suo cervello. Infine decide di proseguire il piano dell'Intellighenzia da solo e tentare un colpo di Stato occupando la Casa Bianca ma viene tuttavia ostacolato da Hulk (nuovamente in possesso dei suoi poteri) che, in seguito ad un violento scontro, riesce a sconfiggerlo
Creduto morto dal mondo intero, Ross/Rulk viene imprigionato nella Base Gamma, in Nuovo Messico. Tuttavia, alla fine della saga, si vedono Hulk e Capitan America discutere se far entrare il Golia Rosso nei Vendicatori.

## Accoglienza
Nonostante i dati di vendita della serie siano stati generalmente positivi, e addirittura i numeri 6 e 10 di Hulk (Vol. 2) siano stati rispettivamente il secondo fumetto più venduto di settembre 2008 e il sesto di febbraio 2009, la critica è stata in generale piuttosto negativa: secondo USA Today Hulk Rosso è stato creato per dare una spinta alle vendite e stimolare l'interesse in attesa del film The Incredible Hulk mentre Augie De Blieck. Jr., di Comic Book Resources, ha recensito positivamente i primi sei numeri apprezzandone l'azione e l'assenza di sottigliezze nella distribuzione degli indizi dichiarando che: «è un fumetto in cui ogni volta che qualcuno sta per dare la soluzione del grande mistero viene tramortito con una sberla dall'Hulk Rosso o col calcio di una pistola sulla nuca» tuttavia ha criticato i disegni sostenendo che Dale Keown sarebbe stato un artista migliore.
IGN ha criticato molto negativamente la serie rimproverando la mancanza di sviluppo dei personaggi, la costante enfasi posta sulle scene d'azione piuttosto che sull'enigma costituito dalla vera identità di Hulk Rosso, il trattamento ridicolo spettato ai personaggi storici della Marvel (in particolare Iron Man, She-Hulk e Thor) rispetto a Rulk e la pochezza dei dialoghi trovando l'unica nota positiva nei disegni di McGuinness.

## Altri media

### Marvel Cinematic Universe
Hulk Rosso appare per la prima volta nel Marvel Cinematic Universe (MCU) nel film Captain America: Brave New World (2025), interpretato da Harrison Ford.

## Pubblicazioni

### Serie
- Hulk (Vol. 2) n. 1–18, marzo 2008–febbraio 2010
- King-Size Hulk one-shot, giugno 2008, scritto e sceneggiato da Jeph Loeb, con disegni e copertine di Frank Cho, Art Adams, e Herb Trimpe, dedicato a Hulk rosso.[35][36]
- Incredible Hulk n. 600, 606-668
- Mighty Avengers n. 25
- Wolverine (Vol. 3) n. 73
- Fall of the Hulks: Alpha n. 1, marzo 2010
- Fall of the Hulks: Gamma n. 1, aprile 2010
- Fall of the Hulks: Red Hulk nn. 1-4, agosto 2010

### Volumi/raccolte
- Hulk (Vol. 1): Red Hulk ISBN 0-7851-2881-6; (raccoglie: Hulk (Vol. 2) nn. 1-6)
- Hulk (Vol. 2): Red & Green ISBN 0-7851-2883-2 (Hard-cover), ISBN 0-7851-2884-0 (brossura); (raccoglie: Hulk (Vol. 2) nn. 7-9 e King-Size Hulk n. 1)
- Hulk (Vol. 3): Hulk No More (raccoglie: Hulk (Vol. 2) nn. 10-13, Incredible Hulk n. 600)
- Hulk (Vol. 4): Hulk vs. X-Force (raccoglie: Hulk (Vol. 2) nn. 14-18)
- Hulk (Vol. 5): Fall of the Hulks (raccoglie: Hulk (Vol. 2) nn. 19-21)
- Hulk (Vol. 6): World War Hulks (raccoglie: Hulk (Vol. 2) nn. 22-24)